# Slanke pijlinktvis
De slanke pijlinktvis (Illex coindetii) is een pijlinktvis uit de familie Ommastrephidae. De wetenschappelijke naam van de soort werd in 1839 gepubliceerd door Jean-Baptiste Vérany. In de naam wordt Jean-François Coindet geëerd.

## Kenmerken
De maximale mantellengte van deze soort is doorgaans 27 cm voor vrouwtjes en 20 cm voor mannetjes; alleen in de populatie voor de noordwestkust van Spanje worden exemplaren aangetroffen met een mantellengte tot 37 cm bij vrouwtjes, en 32 cm bij mannetjes. De mantel is relatief smal, en het breedst aan de voorkant (behalve bij vrouwtjes die op het punt staan eieren te leggen). De kop is ongeveer even breed als de mantel.

## Verspreiding
Deze kustgebonden soort komt voor in het oosten van de Atlantische Oceaan van Zuid-Engeland tot Namibië, de Middellandse Zee, het tropische westen van de Atlantische Oceaan, de Golf van Mexico en de Caraïbische Zee van Cape Canaveral tot Venezuela en Suriname, op diepten van 40–600 meter.